# Vils (dopływ Naab)
Vils – rzeka w Niemczech, prawy dopływ Naab.
Źródło rzeki znajduje się we wschodniej Bawarii w Kleinschönbrunn, w gminie Freihung. Rzeka przepływa przez gminy (miasta/targi) Vilseck, Hahnbach, Poppenricht, Amberg, Kümmersbruck, Ensdorf, Rieden oraz Schmidmühlen i uchodzi po 87 km koło Kallmünz do Naab. Spad wynosi około 0,5 do 1,5 promili.
W średniowieczu rzeka była żeglowna. Odpowiedni poziom wody był utrzymywany za pomocą jazów. Za pomocą łodzi, tzw. Vils-Plätte, transportowano żelazo od Ambergu aż po Ratyzbonę. Celem transportów był port przy Dunaju, przy Amberger Stadel, powyżej Erzbergbrücke. W drodze powrotnej wożono przede wszystkim sól. W 1996 z okazji przeglądu ogrodów wiejskich wybudowano w Ambergu reprodukcję wspominanych Vils-Plätten. Obecnie są one używane w kursach wycieczkowych.
Obecnie Vils jest dobrym przykładem działań renaturyzacyjnych. Na sporych odcinkach rzeka jest przenoszona do naturalnego koryta i łagodnie płynie meandrami, w swojej dolinie w Jurze Bawarskiej. Jazy służą obecnie do uzyskiwania energii elektrycznej. Dodano do nich przepławki aby umożliwić rybą wędrówkę po rzece. Dodatkowo, Vils jest znaną trasą kajakarską.
Vils jest też jedną z rzek z tzw. Drogi Rowerowej Pięciu Rzek – fragment trasy przebiega z Sulzbach-Rosenberg do Ambergu, gdzie w okolicach Erzbergbrücke dochodzi do Vils i przebiega dalej z biegiem rzeki.